# Вайдас Славіцкас
Вайдас Славіцкас (лит. Vaidas Slavickas, нар. 26 лютого 1986, Маріямполе) — литовський футболіст, захисник і півзахисник клубу «Судува» та національної збірної Литви.
Чемпіон Литви. Дворазовий володар Кубка Литви. Дворазовий володар Суперкубка Литви. 

## Клубна кар'єра
У дорослому футболі дебютував 2005 року виступами за команду клубу «Судува», в якій провів сім сезонів, взявши участь у 192 матчах чемпіонату. Більшість часу, проведеного у складі «Судуви», був основним гравцем команди, здобувши за цей період два Кубка Литви.
Своєю грою за цю команду привернув увагу представників тренерського штабу клубу «Екранас», до складу якого приєднався 2013 року. Відіграв за клуб з Паневежиса наступний сезон своєї ігрової кар'єри. Граючи у складі «Екранаса» також здебільшого виходив на поле в основному складі команди.
2014 року перейшов до румунського «Чахлеула», у складі якого провів наступний рік своєї кар'єри гравця. Тренерським штабом нового клубу також розглядався як гравець «основи».
2015 року повернувся на батьківщину, уклавши контракт з рідною «Судувою». У сезоні 2017 року допоміг команді з Маріямполя уперше в її історії здобути титул чемпіона країни.

## Виступи за збірні
2007 року залучався до складу молодіжної збірної Литви. На молодіжному рівні зіграв у 4 офіційних матчах.
2008 року дебютував в офіційних матчах у складі національної збірної Литви.

## Титули і досягнення
- Чемпіон Литви (3):

«Судува»: 2017, 2018, 2019
- Володар Кубка Литви (3):

«Судува»: 2006, 2008-09, 2019
- Володар Суперкубка Литви (4):

«Судува»: 2009, 2018, 2019, 2022